# Cédula de cinquenta mil cruzeiros reais
A cédula de cinquenta mil cruzeiros reais é uma cédula do padrão cruzeiro real foi o padrão monetário no Brasil entre 1 de agosto de 1993 a 30 de junho de 1994. A cédula era assinada pelo então Ministro da Fazenda, Fernando Henrique Cardoso, que pouco tempo depois viria a ser eleito presidente. Pedro Malan, por sua vez, assinava como presidente do Banco Central.

## Contexto econômico
A Cédula de cinquenta mil cruzeiros reais está inserido no contexto do padrão monetário do cruzeiro real. foi o padrão monetário no Brasil entre 1 de agosto de 1993 a 30 de junho de 1994. Quando foi substituído pelo Real, a atual moeda oficial do Brasil. As altas taxas de inflação que marcaram a vigência do terceiro cruzeiro entre os anos de 1990 de 1993 fizeram com que os preços dos produtos de consumo cotidiano fossem expressos em milhares de cruzeiros e os salários fossem contabilizados em milhões de cruzeiros, sendo que isto levou o governo Itamar Franco a editar, em 28 de julho de 1993, a Medida Provisória 336 e convertida posteriormente em 27 de agosto para a Lei 8 697, que criou o cruzeiro real, equivalente a mil cruzeiros. Apesar de haver projeto nesse sentido na medida provisória, não foram emitidas moedas com valores em centavos nesta moeda, sendo que se consideravam como centavos as cédulas e moedas do padrão anterior então circulantes na razão de 10 "cruzeiros" por centavo sempre que as mesmas fossem correspondentes a cifras inferiores a 1000 cruzeiros.

## Anverso da cédula
Trata-se de uma cédula de cor púrpura que traz em seu anverso a imagem do rosto de uma baiana do acarajé sorrindo.

## Verso da cédula
A cédula traz uma estampa de uma baiana com balangandãs, como a romã e o cacho de uvas, a figa de madeira e os dentes de animais, o caju e o peixe, o cordeiro e as pombas do Espírito Santo, numa representação de elementos do sincretismo das religiões africanas com o catolicismo.